# Chikashi Masuda
Chikashi Masuda (増田 誓志 Masuda Chikashi?, Miyazaki, Miyazaki, 19 de junio de 1985) es un exfutbolista japonés que jugaba como centrocampista.
En diciembre de 2019 anunció su retirada.

## Clubes
| Club                       | País          | Año       |
| -------------------------- | ------------- | --------- |
| Kashima Antlers            | Japón         | 2004-2012 |
| Montedio Yamagata (cedido) | Japón         | 2010      |
| Ulsan Hyundai              | Corea del Sur | 2013-2016 |
| Omiya Ardija (cedido)      | Japón         | 2014      |
| Sharjah FC                 | EAU           | 2017      |
| Shimizu S-Pulse            | Japón         | 2017-2019 |
| Seoul E-Land FC (cedido)   | Corea del Sur | 2019      |